# Breklum
Breklum település Németországban, Schleswig-Holstein tartományban. Lakosainak száma 2281 fő (2023. december 31.).

## Népesség
A település népességének változása:
| Lakosok száma | 1568 | 2362 | 2313 | 2295 | 2330 | 2281 |
|               | 1975 | 2017 | 2019 | 2021 | 2022 | 2023 |